# Баслаки (Пушкіногорський район)
Баслаки (рос. Баслаки) — присілок в Пушкіногорському районі Псковської області Російської Федерації.
Населення становить 3 особи. Входить до складу муніципального утворення Велейська волость.

## Історія
Від 2015 року входить до складу муніципального утворення Велейська волость.

## Населення
1. Н/Д[2]